# Batiste el Marcat
Batiste el marcat fou un personatge semillegendari, que exercí com a bandoler o roder durant la segona meitat del segle xix i que ha perviscut a la memòria oral de la localitat de Quatretonda, Vall d'Albaida.
El seu domicili estaria localitzat al carrer de la font de Quatretonda, i va rebre el seu malnom d'una cicatriu a la cara. S'especula que darrere de la identitat del Marcat es trobava Bautista Esparza Company, nascut el 1844 a Quatretonda.
Se'l descriu com home robust, i valent. També se'n destaca la rapidesa amb què es movia, arribant a escapar de la justícia, ja que si cometia un robatori a una localitat, de seguida apareixia a Quatretonda. En algunes ocasions no va poder burlar a les autoritats, motiu pel qual es va emboscar. També va ser contractat pels veïns de la localitat per a posar fi a robatoris que ocorrien a la zona del camí Serra. Els robatoris els realitzava una dona pobra, que fou perdonada.
Les fonts orals de la localitat el descriuen com una persona amb poca estima per a les activitats laborals, havent diversitat d'opinions sobre si era un malfactor o be una espècie d'heroi del poble.